# Villanova d'Asti
Villanova d'Asti (Vilaneuva d'Ast in piemontese) è un comune italiano di 5 537 abitanti della provincia di Asti, situato pressappoco al centro del Piemonte.

## Storia

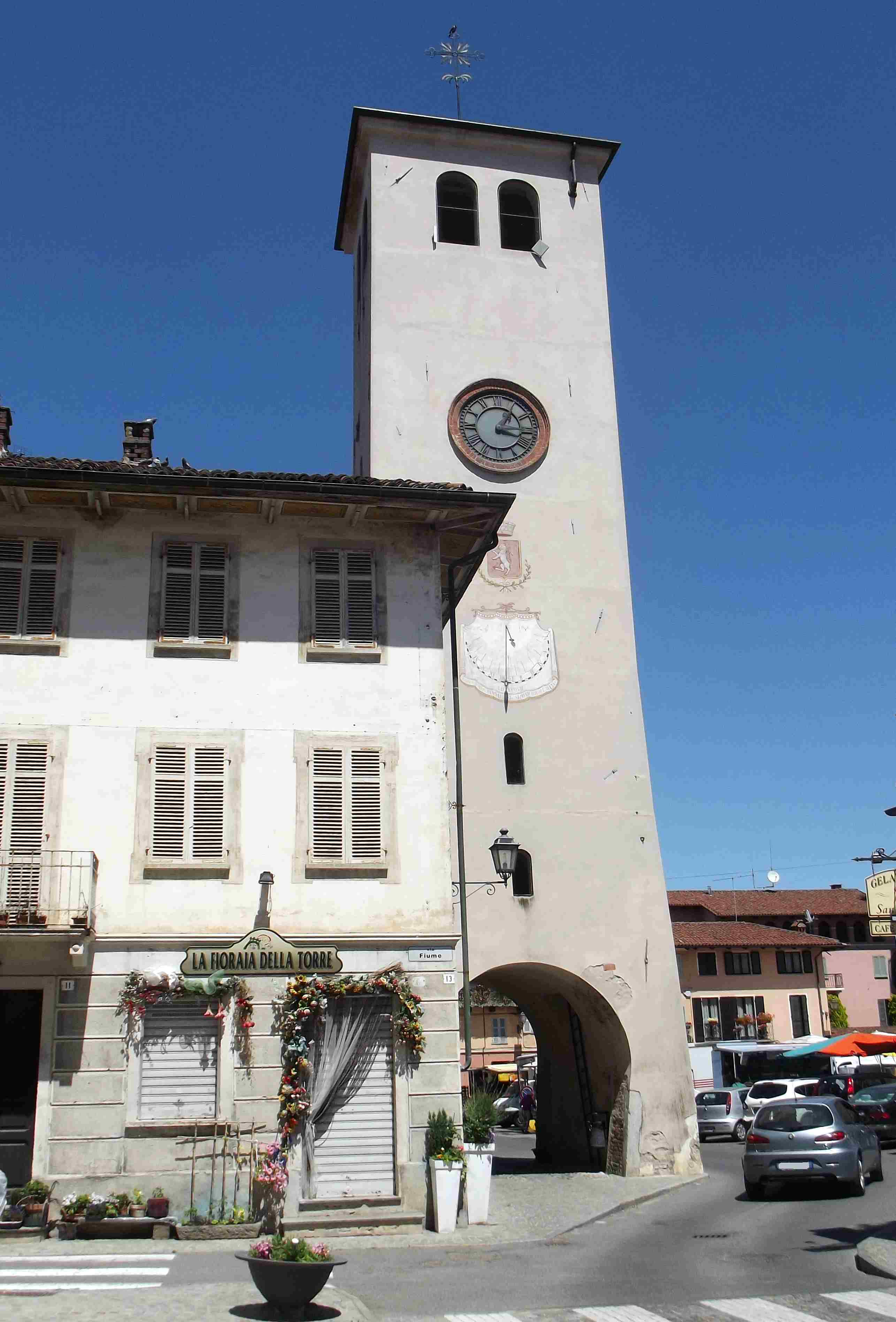
La torre civica

La sua fondazione risale all'anno 1248, come risulta da precisi documenti dell'archivio astigiano. Concorsero alla fondazione gli abitanti di Dusino, Solbrito e Supponito, località presso Corveglia poi abbandonata ma il cui ricordo è tenuto vivo dalla piazza ad essa dedicata. Fin da epoca romana è attestata comunque la presenza di agglomerati (Brassicarda) dovuti probabilmente a veterani cui venivano assegnati appezzamenti. Verso Poirino, attorno a ruderi longobardi detti "corte vecchia" ovvero Corveglia, nel 1001 l'imperatore Ottone III donò alle monache benedettine del monastero di San Felice di Pavia, dipendente dal monastero di San Salvatore di Pavia, alcuni terreni e nel XIII secolo proprio a Corveglia si stabilirono i canonici agostiniani che, all'inizio del XIV secolo, ne arricchirono le sale di colonne e capitelli scolpiti. Nel 1340 i religiosi, indebitatisi, dovettero abbandonare l'edificio che solo ora è stato riportato agli antichi splendori.
Con atto di donazione del 28 gennaio 1494, il feudo fu donato da Ludovico il Moro alla moglie Beatrice d'Este, con tutte le relative possessioni, fortilizi e diritti feudali a esse connessi, ossia il mero et mixto imperio, ogni tipo di giurisdizione, omaggi, immunità, etc, la facoltà di amministrarle secondo il proprio arbitrio, deputare castellani, pretori, ufficiali, etc, nonché di fruizione delle rendite.
Il territorio circostante Villanova, da Valfenera a San Paolo Solbrito, fu teatro di aspri scontri tra francesi e spagnoli nel secolo XVII, ma le possenti mura "a stella" protessero sempre la cittadina.
 Nel 1690 rischiò il saccheggio da parte delle truppe del generale Nicolas de Catinat de La Fauconnerie allorquando Casa Savoia rovesciò le alleanze entrando nella Lega di Augusta a fianco degli Imperiali. Dopo che fu fatto voto solenne alla Madonna, i francesi, famigerati per crudeltà e già presenti nella cittadina normalmente imprendibile, la lasciarono, dovendo improvvisamente accorrere altrove, senza danneggiarla in alcun modo nonostante il rifiuto di Torino di pagare il riscatto richiesto.
Ancor oggi, per adempiere al voto, il sindaco partecipa solennemente alla messa dell'Immacolata Concezione nella chiesa di San Martino e per tradizione prende la parola dopo la lettura del Vangelo. Una lapide, presente sulle mura dell'antico convento in via Roma, succintamente racconta questi straordinari eventi: l'imprendibile Villanova, già occupata da soldataglia pronta a scatenarsi, lasciata indenne da quel medesimo generale che invece mise a ferro e fuoco le campagne, incendiò la vicina Poirino e fece saccheggiare Ceresole.
Dopo il fallimento dell'assedio di Torino voluto dal Re Sole nel 1706 e dopo che il trattato di Utrecht del 1713 assicurò a Vittorio Amedeo di Savoia la corona di Sicilia, Villanova godette finalmente di lunga tranquillità.
In seguito agli eventi che spinsero i Savoia a rifugiarsi in Sardegna protetti dalla flotta inglese, il Piemonte fino al fiume Sesia fu annesso alla Francia l'11 settembre 1802 (24 Fruttidoro, anno X). Villanova, fino al 1814, fu inclusa nel "Département de Marengo", "Deuxième arrondissement (Asti)". I giovani piemontesi si batterono con coraggio per la patria a fianco degli altri cittadini francesi, soprattutto nella sfortunata campagna di Russia dove il poirinese Domenico Mazzucchi si guadagnò alla Moscova la croce di guerra.

### Simboli
Stemma e gonfalone comunali sono stati concessi con decreto del presidente della Repubblica del 10 settembre 1982.
Stemma
Gonfalone

## Monumenti e luoghi d'interesse

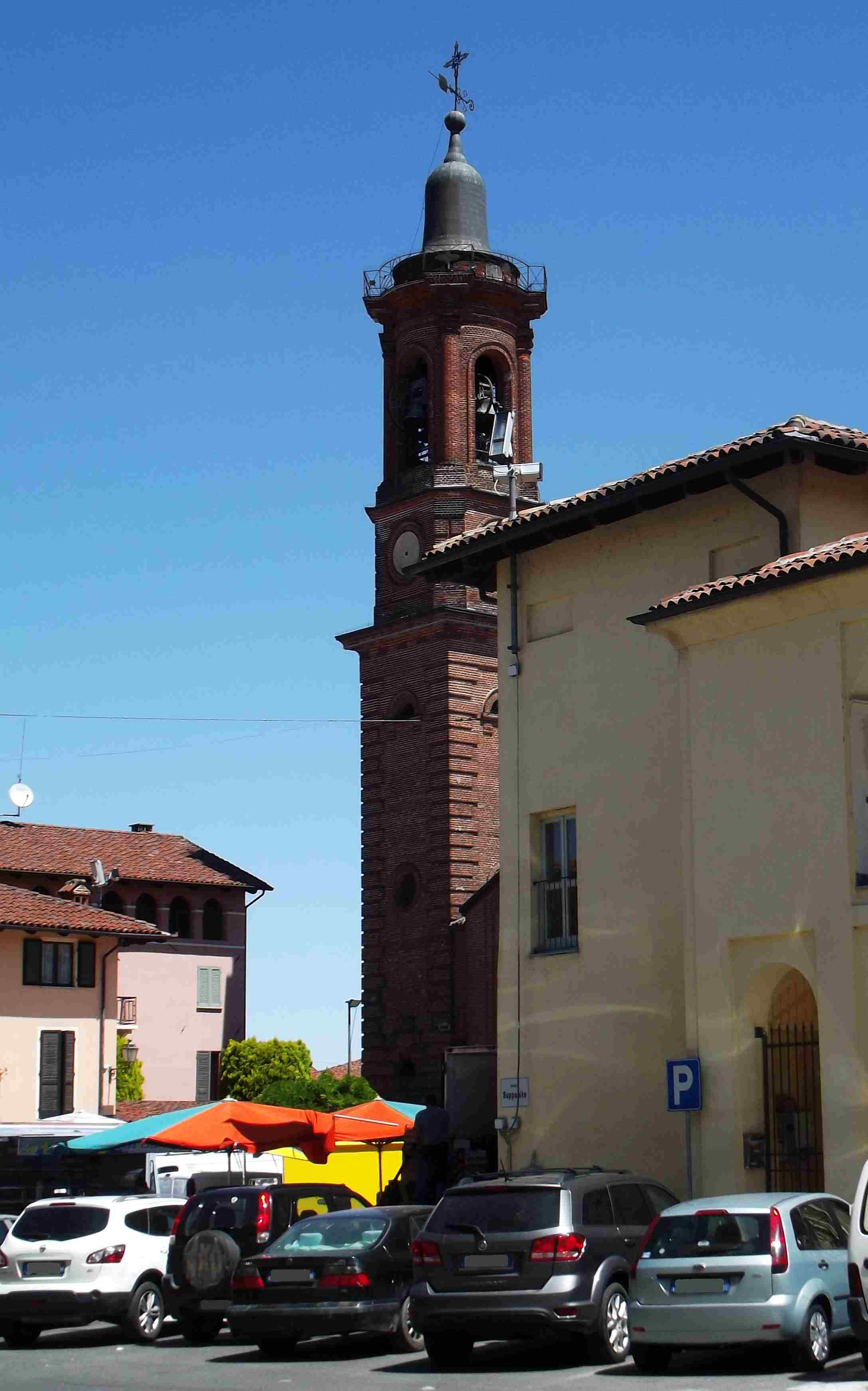
Il campanile

Le chiese principali sono San Pietro, Sant'Isidoro (patrono), San Martino. Quest'ultima inizialmente fu dalle suore pavesi dedicata a San Felice; custodisce una statua della Madonna del Clementi, uno splendido altare ligneo ("delle anime nere"), l'altar maggiore di Carlo Pellagata (1777), un Macrino d'Alba, due opere del Moncalvo oltre ad un Cristo battezzato da San Giovanni Battista alla presenza dei Santi Pietro, Andrea ed angeli e, nella medesima cappella, una rappresentazione di Villanova protetta dai santi Sebastiano e Rocco posta sopra un altare il cui marmo mostra San Martino. Quasi di fronte è sita una caratteristica dimora in mattoni a vista, casa Baldissera, classico esempio di Settecento piemontese.
Di particolare interesse per chi visita questa città è il Santuario della Beata Vergine delle Grazie edificato ove, in epoca napoleonica, si manifestò la Madre di Dio. Nel suo viale, l'ultima domenica di luglio, viene realizzata l'Infiorata: tappeti raffiguranti immagini religiose creati con petali di fiori.
Amorevolmente restaurato nei suoi affreschi settecenteschi, il tempio che appartenne alla "Confraternita dei Batù", ospita conferenze, dibattiti culturali, concerti. Si trova presso la quattrocentesca Torre comunale alta 26 metri di piazza Supponito.

Imponente è l'antico convento di San Francesco d'Assisi (crollato ma subito riedificato nella seconda metà del Cinquecento) sito all'incrocio tra la contrada del Corpus Domini e la Strada reale di Piacenza (in seguito denominata via Maestra, oggi Roma). Abitato da un esponente dell'antica famiglia savoiarda dei Richetta (riches étaient) dal 1806, in quanto funzionario governativo mentre Villanova era compresa nell'Impero Francese, è attualmente proprietà dei De Robertis.

In via Roma, mentre è scomparso il San Marco, sono tuttora situati due piccoli alberghi già presenti nel XIX secolo, il Muletto e il Cannon d'oro; quest'ultimo in particolare viene gestito dalla medesima famiglia fin da epoca napoleonica.
 
L'abbazia di Corveglia, oggi proprietà Brossa ed adibita ad agriturismo, importante testimonianza di architettura medievale, si trova invece sulla statale in direzione di Carmagnola proseguendo lungo la quale, a ridosso del confine con Poirino, si può ammirare il viale alberato che porta alla tenuta Banna, proprietà del marchese Spinola, sede della Fondazione Spinola Banna volta ad incoraggiare l'opera di giovani artisti, specialmente in campo musicale.

Il palazzo comunale, edificio neoclassico concepito nelle forme di una villa palladiana, è opera dell'architetto Giuseppe Frizzi.

## Società

### Evoluzione demografica
Negli ultimi cinquanta anni, a partire dal 1971, la popolazione residente è aumentata del 53 %.
Abitanti censiti

## Cultura

### Eventi
Il santo protettore del paese è sant'Isidoro, che viene festeggiato la prima domenica di settembre con la particolare benedizione dei buoi e l'incanto del cappello per la recitazione di strambotti dialettali dopo la messa.

## Economia
Sin dalla fondazione il fertile territorio circostante favorì l'agricoltura. Quasi assente la vite, danno invece ottima resa i cereali.
A Villanova si alleva ancor oggi "la bionda", ossia la gallina conosciuta anche come "nostralina" o "rossa delle crivelle", un tempo diffusa sulle terre fedeli ai Savoia; la gallina bianca era invece allevata dai sudditi dei marchesi di Saluzzo.
La presenza del casello autostradale, sulla direttrice Torino-Alessandria, la stazione ferroviaria a pochi chilometri ed una ampia pianura intorno hanno permesso a Villanova di diventare negli ultimi decenni il terzo polo industriale della provincia, dopo il capoluogo e Canelli.
 
Di rilievo sono la RFT (gruppo SKF), la Util Industries, la Fornace Ballatore, la BASF, la Dierre Porte, della famiglia De Robertis, fondata grazie al ministro Goria e la BCUBE che si occupa di trasporti e logistica integrata, il Centro Ricerche del Cornaglia Group.
La cittadina villanovese sta sviluppando anche un buon polo sportivo con la rinascita, qualche anno fa, della società "Polisportiva Mezzaluna". La denominazione deriva dall'omonimo bastione (mezzaluna dolce) delle mura a forma di stella che, fino all'epoca napoleonica, difendevano la città, splendidamente e fedelmente riprodotte in tutti i particolari in quella pagina del "Theatrum Sabaudiae" (XVII secolo) che in Municipio adorna lo studio del sindaco.

## Amministrazione

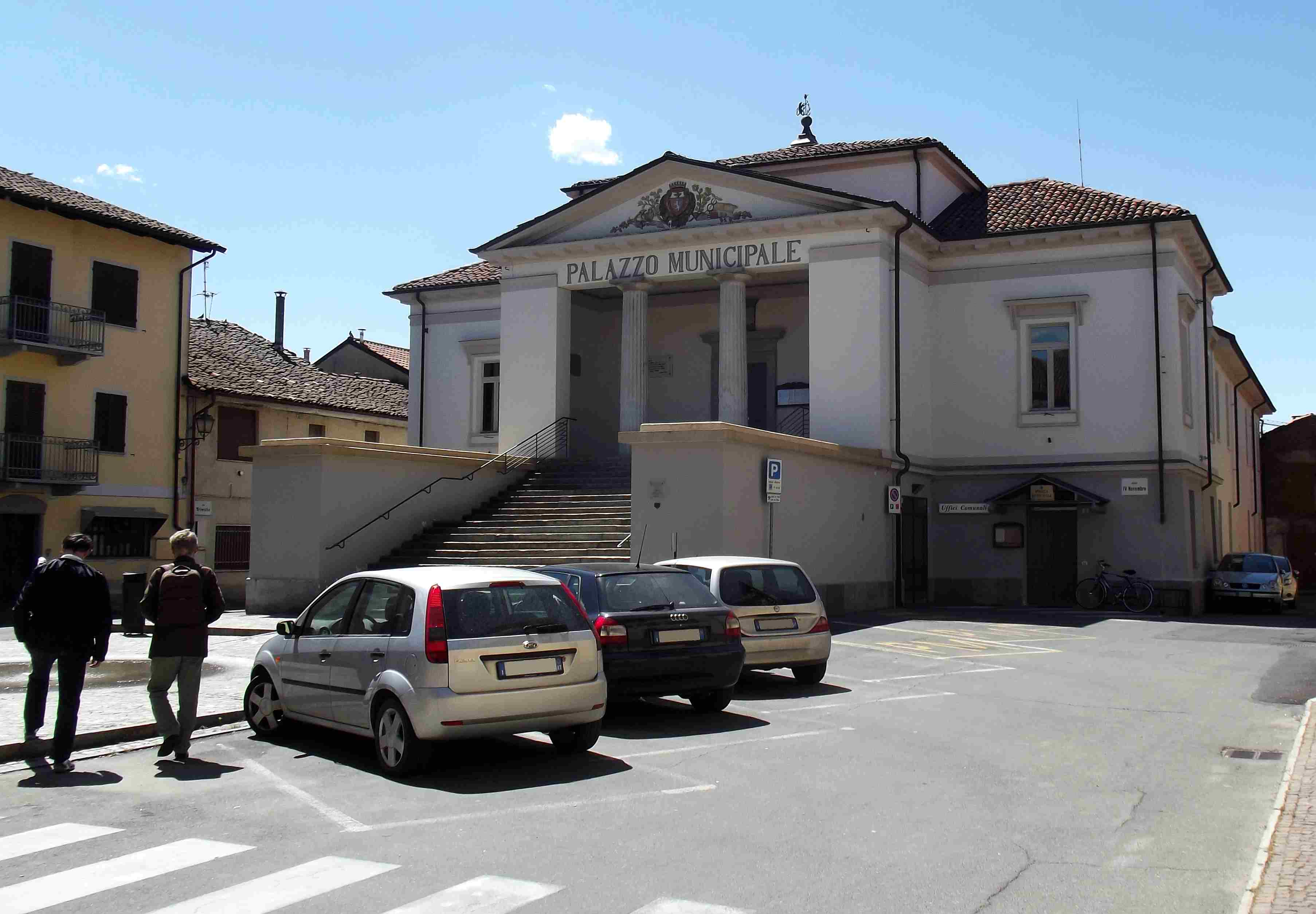
Il municipio

Di seguito è presentata una tabella relativa alle amministrazioni che si sono succedute in questo comune.
| Periodo         | Periodo         | Primo cittadino    | Partito                          | Carica              | Note   |
| --------------- | --------------- | ------------------ | -------------------------------- | ------------------- | ------ |
| 11 giugno 1985  | 1º giugno 1990  | Ivo Bogetto        | Democrazia Cristiana             | Sindaco             | [ 10 ] |
| 1º giugno 1990  | 24 aprile 1995  | Ivo Bogetto        | lista civica                     | Sindaco             | [ 10 ] |
| 24 aprile 1995  | 14 giugno 1999  | Carlo Arduino      | centro                           | Sindaco             | [ 10 ] |
| 14 giugno 1999  | 25 ottobre 2001 | Antonio Negro      | lista civica                     | Sindaco             | [ 10 ] |
| 25 ottobre 2001 | 28 maggio 2002  | Lorenzo Micheluzzi |                                  | Comm. straordinario | [ 10 ] |
| 28 maggio 2002  | 2 maggio 2007   | Roberto Peretti    | asti                             | Sindaco             | [ 10 ] |
| 18 giugno 2007  | 7 maggio 2012   | Roberto Peretti    | lista civica                     | Sindaco             | [ 10 ] |
| 7 maggio 2012   | 11 giugno 2017  | Christian Giordano | lista civica Tradizione e futuro | Sindaco             | [ 10 ] |
| 11 giugno 2017  | 12 giugno 2022  | Christian Giordano | lista civica Tradizione e futuro | Sindaco             | [ 10 ] |
| 12 giugno 2022  | in carica       | Roberto Peretti    | lista civica Unica Villanova     | Sindaco             | [ 11 ] |

### Gemellaggi
Villanova d'Asti è gemellato con:
- Châteaurenard, dal 1994

Il gemellaggio con la cittadina francese Châteaurenard de Provence, nato come naturale prosecuzione degli scambi culturali fra la Scuola Media "Astesano" e il Collège "Roquecoquilles", ha festeggiato i suoi 20 anni con una grande festa tenutasi a Châteaurenard alla quale ha partecipato una delegazione di una settantina di villanovesi ospitati da trentacinque famiglie francesi.
- Santa Clara de Saguier, dal 2012

Il 5 settembre, infatti, è stato ufficialmente siglato il gemellaggio tra le due cittadine, in quanto molti villanovesi nel corso della prima metà del secolo scorso, emigrarono e partirono alla volta dell'America in cerca di fortuna e benessere oltre oceano. Tuttora nel paese sudamericano, ne risiedono una trentina di questi; alla cerimonia solenne tenutasi nel centro storico del piccolo comune, ha presenziato anche l'attuale ambasciatore argentino in Italia, Torcuato di Tella.

## Infrastrutture e trasporti
Il comune è servito dal casello autostradale di Villanova d'Asti, posto sull'autostrada A21, e dalla stazione ferroviaria, servita dalla linea SFM 6 (Torino-Asti).